# 克兰尚
克兰尚（法語：Clinchamp，法語發音：[klɛ̃ʃɑ̃]）是法国上马恩省的一个市镇，位于该省中部，属于肖蒙区。

## 地理
克兰尚（48°11'32"N, 5°27'28"E）面积16.07 平方千米，位于法国大東部大區上马恩省，该省份为法国东北部内陆省份，北起马恩省和默兹省，西接奥布省，西南接科多尔省，东南接上索恩省，东临孚日省。
与克兰尚接壤的市镇（或旧市镇、城区）包括：埃科拉孔布、奥济耶尔、默兹河畔罗曼、圣布兰、瑟米伊、沙尔夫赖讷、孔西尼。

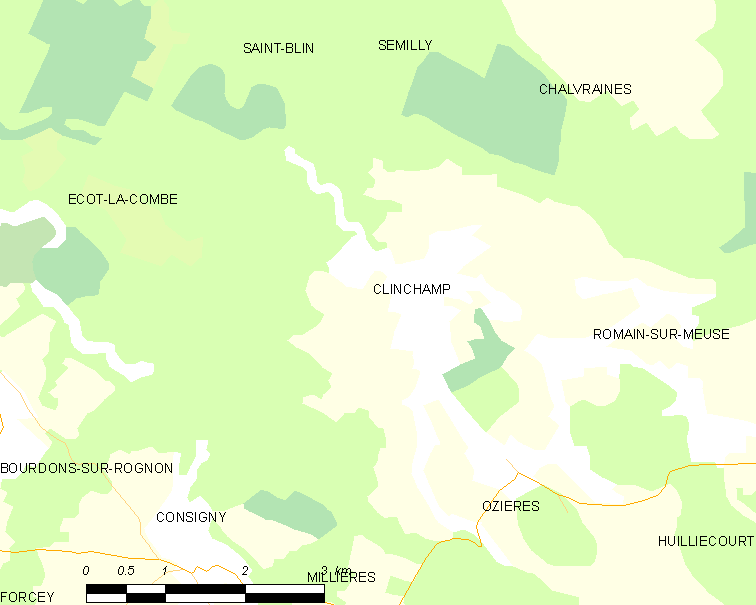
克兰尚的OSM定位图

克兰尚的时区为UTC+01:00、UTC+02:00（夏令时）。

## 行政
克兰尚的邮政编码为52700，INSEE市镇编码为52133。

## 政治
克兰尚所属的省级选区为普瓦松县。

## 人口

1962-2008年间克兰尚人口变化图示

克兰尚于2022年1月1日时的人口数量为71人。